# Remember The Milk

Logo

Remember The Milk ist eine Online-Anwendung zur Verwaltung von Aufgaben und Terminen mittels digitaler To-do-Listen. Der Dienst wurde von den Australiern Emily Boyd und Omar Kilani ab August 2004 entwickelt und ging im Oktober 2005 online. Er hatte im November 2013 über 5 Millionen registrierte Nutzer.

## Funktionen
Mit Remember The Milk lassen sich online Aufgabenlisten erstellen und verwalten. Jeder Eintrag kann mit einem Fälligkeitstermin und einer von drei Prioritätsstufen versehen werden. Zudem können Aufgaben mittels Tags verschlagwortet und durch zusätzlichen Notizen ergänzt werden. Die Listen lassen sich nach Priorität, Fälligkeitsdatum oder Name der Aufgabe sortieren. Über E-Mail oder SMS kann sich der Nutzer automatische Erinnerungsnachrichten zukommen lassen.
Mittels des von Google zeitweilig angebotenen Browser-Plug-ins Gears wurde ermöglicht, den Dienst offline zu nutzen. Aktuell ist dies auf dem PC nicht mehr möglich.

### Verknüpfung mit anderen Diensten
Die Erinnerungsfunktion lässt sich mit Instant-Messaging-Diensten wie AOL Instant Messenger, Google Talk, ICQ, Windows Live Messenger, Skype und Yahoo Messenger verknüpfen. Remember The Milk kann zudem mit Microsoft Outlook, Twitter und dem Google Kalender synchronisiert und in iGoogle integriert werden. Über Google Maps lässt sich Kartenmaterial einbinden, was die Lokalisierung der einzelnen Aufgaben ermöglicht. Es sind Apps für die Betriebssysteme Apple iOS, Android und BlackBerry OS erhältlich.

### Sprachen
Der Dienst ist in 31 Sprachen verfügbar, darunter auch Deutsch. Dabei ist jedoch nur die eigentliche Benutzeroberfläche und ein kleiner Überblick über die Funktionen in deutscher Sprache verfasst, die Hilfefunktion und die FAQ werden in Englisch angezeigt. Es existieren Blogs in Englisch und Japanisch.

### Kostenpolitik
Die Grundfunktionen von Remember The Milk sind kostenlos, ebenso die App für iOS und Android und einige weitere Anwendungen. Jedoch können die lokal vorgehaltenen Listen nur einmal pro 24 Stunden mit den online geführten Listen abgeglichen werden. Für eine unbegrenzte Anzahl von Synchronisationsvorgängen ist ein kostenpflichtiger Premium-Account notwendig.

## Unternehmen
Remember The Milk wurde von den Entwicklern Emily Boyd und Omar Kilani in Sydney gegründet. Seit September 2012 befindet sich der Unternehmenssitz in San Francisco. Die Arbeiten an dem Dienst begannen im August 2004, freigeschaltet wurde er im Oktober 2005. In der Entwicklung und im Support beschäftigt das Unternehmen heute zehn Mitarbeiter, die von verschiedenen Kontinenten aus arbeiten.